# Shenmue
Shenmue (jap.: シェンムー Shenmū) ist ein Computerspiel aus dem Jahr 1999. Es wurde von Sega AM2 unter der Leitung von Yū Suzuki entwickelt.
Das Projekt war die teuerste Videospielproduktion bis zu diesem Zeitpunkt, wobei Projektleiter Yu Suzuki diese ursprünglich auf 70 Millionen US-Dollar bezifferte, diese Aussage später jedoch auf 47 Millionen herunterkorrigierte. Das Spiel sollte seinerzeit ein neues Genre (genannt F.R.E.E.) (Abk. full-reactive-Eyes-Entertainment) begründen, eine Mischung aus Adventure, Action und Lebenssimulation. Ursprünglich waren insgesamt 16 Kapitel, die in mindestens drei separaten Spielen verarbeitet werden sollten, geplant. Shenmue selbst, auch Shenmue Chapter 1: Yokosuka genannt, behandelt Kapitel 1. Kapitel 2, Ryōs Schiffsreise von Japan nach Hong Kong, erschien nur als Comic. Der 2001 erschienene Nachfolger Shenmue II führt bis zu Kapitel 5.
In Kapitel 5 erfährt man, dass „Shenmue“ ein alter, prächtiger Baum ist. Obwohl sowohl Shenmue als auch dessen Nachfolger Shenmue II mit Kritikerlob überhäuft wurden, verliefen die Verkäufe schleppend. Für die Finanzierung von Shenmue III wurde im Juni 2015 eine Crowdfunding-Kampagne auf der Plattform Kickstarter gestartet. Das Finanzierungsziel von 2 Millionen Dollar wurde bereits nach wenigen Stunden erreicht. Die Crowdfunding-Kampagne endete im Juli 2015 mit einem Gesamtergebnis von 6,33 Millionen US-Dollar und ist damit bis dato das am erfolgreichsten finanzierte Spiele-Projekt der Plattform. Die Kampagne wurde von Yū Suzuki ins Leben gerufen. Shenmue III erschien im November 2019.

## Handlung
Die Geschichte beginnt am 29. November 1986. Ryō Hazuki (芭月 涼 Hazuki Ryō) kehrt nach Hause zurück und muss im Dōjō machtlos mit ansehen, wie sein Vater Iwao Hazuki, ein fähiger und erfahrener Kampfkünstler, von einem mysteriösen chinesischen Fremden namens Lan Di eigenhändig getötet wird. Dieser war mit seinen Leibwächtern dort auf der Suche nach einem ominösen Spiegel und rächte seinen Vater, den Iwao vor Jahren getötet haben soll. Erholt von diesem Schicksalsschlag, begibt sich der Spieler in der Rolle des Ryō einige Tage später auf die Suche nach dem Mörder seines Vaters und erfährt mehr über die Bedeutung des Dragon Mirrors und Existenz eines weiteren Spiegels, des Phoenix Mirrors. Im Laufe des Spiels findet er diesen und erfährt, dass Lan Di nach Hongkong unterwegs ist, woraufhin Ryō ihm folgt. Dafür begibt er sich auf ein Schiff, mit dessen Abfahrt das Spiel endet.

## Spielprinzip
Der Spieler kann sich in der geräumigen, aber nicht allzu großen Stadt frei bewegen. In der Stadt laufen Leute auf den Straßen, gehen Tätigkeiten nach oder arbeiten ganz normal. Fast jede dieser Personen kann der Spieler mit einem Tastendruck ansprechen, um gewisse Fragen zu stellen, deren Antworten einem möglicherweise weiterhelfen. Ryō – also der Spieler – besitzt außerdem ein kleines Notizbuch, in dem alle nützlichen Hinweise automatisch vermerkt werden und später nachgelesen werden können. Diese Hinweise bekommt er meistens in den Gesprächen mit. Im Spiel ertönt ein Signalton und unten rechts auf dem Bildschirm leuchtet ein kleines Notizbuch für einige Sekunden auf, wenn er einen Hinweis bekommt.
Das Spiel wird geprägt durch Zwischensequenzen, die jederzeit auftauchen können. Diese können zusätzlich einen der sogenannten Quick-Time-Events enthalten, auf die der Spieler reagieren muss, indem er möglichst schnell gewisse Tasten bzw. Tastenkombinationen drücken muss, die eine Aktion auslösen. Sollten diese Tasten zu spät, falsch oder gar nicht gedrückt werden, so kann sich der Ablauf der Sequenz leicht verändern, oder das Ganze muss wiederholt werden.
Auch Geld spielt in diesem Spiel eine Rolle, ist aber für den Spielablauf meistens nicht notwendig. Es gibt nicht viele Möglichkeiten, um an Geld zu kommen. Zum einen bekommt Ryō jeden Morgen etwas von der Haushälterin und zum anderen nimmt man im späteren Ablauf des Spiels einen Job an, bei dem der Lohn stetig ansteigt.
Des Weiteren gibt es sehr viele Nebentätigkeiten, welche der Spieler ausführen kann, hinter denen sich nicht immer etwas Spielentscheidendes verbirgt, die aber sehr zur Atmosphäre beitragen können. So gibt es z. B. in der Nähe des Dōjō ein kleines Mädchen, das eine kleine obdachlose Katze ohne das Wissen der Eltern durchfüttern will. Bei dieser Arbeit kann man ihr helfen, indem man in einem der Läden etwas zu essen und trinken kauft und dies dann dem Kätzchen gibt. Auch gibt es eine Spielhalle, in der man sich gegen Bargeld mit einem der Spielautomaten amüsieren kann. Darunter waren real existierende Spiele, alle ebenfalls von Yu Suzuki, so etwa Space Harrier und Hang-On.
Auch Kampftraining darf nicht vernachlässigt werden. Je mehr der Spieler seine Fähigkeiten trainiert, umso besser handelt der Spieler, wenn es zu einem richtigen Kampf kommt. Für das Training steht der Dōjō zur Verfügung, in dem man gelegentlich auch mit dem Schüler Fukuhara trainieren kann. Zum anderen kann man auch auf leeren Plätzen alleine trainieren. Im Kampf generell gibt es sowohl die Möglichkeit, Füße und Hände einzusetzen, als auch verschiedene Würfe und Ausweichmanöver auszuführen.

### Grafik
Shenmue bietet eine für damalige Verhältnisse beachtliche Grafik. Die Figuren wirken nicht kantig, sondern sehen relativ realistisch aus. So lassen sich auch gelegentlich detaillierte Gesichter erkennen, bei denen keine Falte ausgelassen wurde.

### Musik
Shenmue verfügt über eine Vielzahl orchestraler Musikstücke, die das Spielgeschehen begleiten. Komponist des Soundtracks ist Yuzo Koshiro, der bereits für den Soundtrack verschiedener SEGA-Spiele wie The Story of Thor, die Streets-of-Rage-Serie oder Sonic the Hedgehog verantwortlich war. Zudem wurde das Spiel sehr aufwändig japanisch und englisch synchronisiert. Eine deutsche Version war ursprünglich angedacht, wurde aber nie umgesetzt.

### Online-Funktion
- Es war möglich, seine Highscores im Internet zu veröffentlichen. So konnte man seine Leistung mit der anderer Spieler auf der ganzen Welt vergleichen.
- Über die Zusatz-GD „Shenmue Passport“ konnten Tipps und ein Online-Handbuch abgerufen werden.
- Des Weiteren konnte man einige Gegenstände, welche im Spiel gefunden werden können, gegen andere, die es nicht im Spiel zu finden gibt, eintauschen.

## Entwicklungsgeschichte
Yu Suzuki wollte ein Spiel erschaffen, in dem der Spieler interaktiv am Geschehen teilnehmen und es beeinflussen kann. Das Ganze sollte so nahe an der Realität bleiben wie möglich. Auch Tageszeiten sollten erheblichen Einfluss am Verhalten der Charaktere und deren Umfeld nehmen. Das Projekt selber bezeichnete Yu Suzuki als sein Lebenswerk. 1996 gab Sega bekannt, dass AM2 an einem Heimkonsolen-Spiel für den Sega Saturn arbeitet. Das Spiel sollte eine Art „Virtua Fighter RPG“ werden. Als Hauptcharakter war Akira, ein Kämpfer aus seiner Spielereihe Virtua Fighter vorgesehen. Mitte 1998 war klar, dass das Spiel für die bald erscheinende Spielekonsole Dreamcast entwickelt werden soll. Auf einer Pressekonferenz in Japan am 6. Oktober 1998 gab Yu Suzuki bekannt, dass er gerade an einem Spiel mit dem Titel „Project Berkley“ arbeitet. Am 27. November 1998 erschien Segas Dreamcast in Japan. Bei dem gleichzeitig erschienenen Spiel, Virtua Fighter TB, ebenfalls von Yu Suzuki, war eine Zusatz-GD-ROM vorhanden mit einer Vorschau des von Suzuki und AM2 entwickelte Project Berkley – jetzt unter dem offiziellen Namen Shenmue. 1999 erschien das Spiel schließlich mit dem ganzen Namen Shenmue Chapter I: Yokosuka exklusiv für die Spielekonsole Dreamcast.
Am 21. August 2018 veröffentlicht Sega den ersten und zweiten Teil als Shenmue I & II für die Systeme Windows, Xbox One und PlayStation 4. Die Neuauflagen sind an moderne Plattformen und HD-Auflösung angepasst und enthalten außerdem Neuerungen wie freies Speichern, laufen jedoch nach wie vor in 30 Bildern pro Sekunde. Entwickelt wurden die Portierungen von dem britischen Studio d3t im Auftrag von Sega.
Ryō kommt in dem Funracer-Videospiel Sonic & Sega All-Stars Racing und auch in dem Sonic & All-Stars Racing Transformed als spielbarer Charakter vor.

### Shenmue Online
Am 3. August des Jahres 2004 wurde Shenmue Online angekündigt. Tausende von Spielern sollten demnach online gemeinsam Abenteuer im virtuellen Asien (neben Japan und China erstmals auch Korea) erleben. Der Protagonist Ryō Hazuki, zusammen mit alten Bekannten wie Joy, Ren, Lan Di etc., ließ sich fortan nicht mehr steuern und sollte die Funktion eines Spielleiters übernehmen. Die Spieler hingegen sollten in die Rollen nie da gewesener Charaktere schlüpfen, unterteilt in drei Kriegerklassen mit unterschiedlichen Fähigkeiten – teils mystisch, teils bestehend aus traditionellen Kampfkünsten auf Basis des waffenlosen Kampfes, aber auch mit Einsatz von Waffen. 6000 Cut-Scenes, 1300 menschliche Modelle und unterschiedliche Kampfstile sollten in das Spiel integriert werden. Ende 2004/Anfang 2005 konnten koreanische PC-Spieler private Betatests durchführen und bei der Kamex 2004, der koreanischen Spielexpo, wurde sogar eine spielbare Version von Shenmue Online präsentiert.
Am 4. August 2005 teilte Sega Japan der japanischen Website 4Gamer.net mit, dass JC Entertainment die Entwicklung von Shenmue Online eingestellt hat. Da Sega bereits im März 2005 die Entwicklung nicht mehr überprüft und man hierzu ein Statement verfasst hätte, welches besagen würde, dass man das Projekt einem nicht genannten Entwickler in Taiwan übertragen hätte, wäre die Arbeit bei JC Entertainment zwei Monate später vollständig eingestellt worden. Ein ehemaliger Mitwirkender an Shenmue Online bestätigte zudem, dass man bereits im Mai oder Juni 2005 das Projekt abbrach. Obwohl Sega offiziell nicht bestätigte, dass die Entwicklung einer anderen Firma übertragen worden ist, wurde zumindest bekannt, dass bei JC Entertainment die Entwicklung eingestellt wurde.
Anfang November 2005 widersprach Yu Suzuki jedoch allen Meldungen über eine Einstellung des Projektes und gab an, dass die Entwicklung gute Fortschritte mache. Mit einer Veröffentlichung sei für das Frühjahr 2006 zu rechnen.
Auf der China Joy 2006 trat nun der Erschaffer Yu Suzuki an die Öffentlichkeit und meldete sich zu Wort. In dem 12 Minuten langen Video, das vor dem Publikum gezeigt wurde, werden die neuesten Entwicklungen und einige Umgebungen des Online-Rollenspiels gezeigt. Minispiele werden weiter vorhanden sein und das Spielprinzip wird deutlicher erläutert. Eine Bestätigung ist bis jetzt allerdings nur für den asiatischen Markt erfolgt.
Im September 2008 wurde von Yū Suzuki bekannt gegeben, dass die Entwicklung des Spieles gestoppt wurde. Jedoch wurde dabei betont, dass dies nicht mit einer Einstellung des Projektes gleichzusetzen sei, da gegebenenfalls später weiter daran gearbeitet wird.

## Rezeption
- Bravo Screenfun: Note 1 (Ausgabe 12/2000)
- Computer Bild Spiele: Note 1,78 (03/2002)[14]
- 4players: 95 %[15]
- gamezone.de: 9,5/10[16]
- spieletipps.de: 90 %[17]

„Monumentales Adventure-Meisterwerk: Nie hat Detektiv spielen so viel Spaß gemacht!“